# Inuitska skupina
Inuitska skupina Saturnovih naravnih satelitov je skupina petih nepravilnih progradnih satelitov, ki imajo podobne tirnice. 

Članice Inuitske skupine so:
- Kiviuk
- Ižirak
- Paaliak
- Siarnak
- Tarkek

## Lastnosti članic Inuitske skupine
Velike polosi njihovih tirnic zavzemajo vrednosti od 11 in 18 Gm. Nakloni tirnic skupine so med 40 in 50°, izsrednosti pa med 0,15 in 0,48. 
Članice so svetlordeče barve (barvni indeks B-V = 0,79, V-R = 0,51, podobno kot članice Galske skupine
).
Imajo tudi podobne infrardeče spektre
.
Luna Ižirak je bolj rdeča kot Paaliak, Siarnak in Kiviuk. Ižirak tudi ne kaže značilne absorbcijske črte pri 0,7 μm, ki se pojavlja pri ostalih treh
.
Ker je skupina po spektru zelo homogena (razen Ižiraka) je verjetno nastala z razpadom večjega telesa. Zaradi sekularne resonance med članicami je verjetno prišlo še do poznejših trkov med njimi. 
Mednarodna astronomska zveza (IAU) je za članice te skupine naravnih satelitov rezervirala imena iz inuitske (eskimske) mitologije.